# Jens Jacob Worsaae
Jens Jacob Asmussen Worsaae var en dansk arkeolog född 24 mars 1821 i Vejle i Danmark och dog 15 augusti 1885 i Köpenhamn.  Han var en av grundarna av den förhistoriska arkeologin. Worsaae arbetade mellan 1834 och 1843 som assistent till Christian Jürgensen Thomsen. År 1847 blev han ansvarig för Danmarks fornminnen. År 1855 utsågs han till docent vid Köpenhamns universitet, och tio år senare, 1865, tog han över Thomsens plats som direktör för Oldnordisk museum, sedermera Danmarks nationalmuseum.

## Inledande studier
Medan Worsaae var i Köpenhamn för studier började han som volontär arbeta för Christian Jürgensen Thomsen, Nationalmuseets första direktör. Han lärde sig Thomsens metod att datera artefakter och kontrollerade samtidigt utgrävningar.
Han kunde inte fortsätta att arbeta gratis men fick en understödjare i kungen Christian VIII. På kungens förslag skrev Worsaae en översikt över det antikvariska frågor Danmarks Oldtid oplyst ved Oldsager og Gravhøie 1842, som förklarade arkeologin och treperiodsystemet. Boken publicerades först på danska men översattes 1849 till engelska. Boken blev populär i Danmark. 
Bakgrunden till boken var att 1841 föreslog arkeologen och numismatikern Ludvig Müller att Worsaae skulle skriva en samlad framställning om fornfynden och fornlämningarnas sammanhang. J.J.A. Worsaae invände att han först måste göra en antikvarisk resa till Sverige. Under sommaren 1842 reste han i hela Sydsverige och besökte också sydöstra Norge. Han skaffade sig personliga kontakter och studerade museer, men främst besökte han fornminnen i landskapet. Efter hemkomsten skrev han Danmarks Oldtid, oplyst ved Oldsager og Gravhøie.
Det nya i hans bok var att han medvetet använde den förhistoriska arbetsmetoden av jämförande  studier mellan fynd som hade säkra fynduppgifter inom och utanför Norden. Han hade en förmåga att överblicka stora mängder av fornfynd  och se deras inbördes sammanhang.. Boken var ett nydanande verk. 
Worsaae reagerade starkare än Thomsen mot den då rådande synen på förhistorian i Danmark. Historikern Suhm identifierade den protohistoriska perioden som den legendariska tidsåldern. Han trodde den kunde studeras med utgångspunkt i nordisk mytologi och legender. Suhm tolkade nordiska gudar och mytiska figurer som kungar och ledare för de förhistoriska folken. Worsaae förnekade den här typen av studier av förhistoria. De skapade bara nya myter. Han menade att förhistoria inte skulle studeras av historiker utan av arkeologer, som sysslade med kvarlevorna efter förhistorian. Han argumenterade för att kunskapen från historiska perioder blir annorlunda än den förhistoriska informationen som bygger på materiella fynd istället.

## I de nationella striderna
Worsaae arbetade under en nationalistisk tid. I mitten på 1800-talet uppstod starka politiska motsättningar mellan danskar och tyskar. Den norska forskaren och nationalisten Peter Andreas Munch försåg tyskarna med argument att invadera Danmark då han hävdade att Danmark ursprungligen hade bebotts av tyskar. Men Worsaae argumenterade emot att förhistoriska folk inte kunde identifieras med några moderna folk för att tidsavståndet var så stort att  det saknade mening. 
Worsaae reagerade på denna konfliktfyllda tid i sina arbeten. Landet hade en lång historia.  och Worsaae drog fram de minnesmärken som den danska nationen kunde vara stolta över. Under det så kallade Treårskrigen skrev han om Danevirke i Antislesvig-holstenske Fragmenter band 5 1848. Han behandlade flaggan i  Om Danebrog 1849 och skrev Jyllands Danskhed, en Protest mod Jacob Grimms nye tyske "Folkeret" 1850. Mot  P.A.Munch skrev han flera hårda stridsskrifter: Om en forhistorisk, saakaldet "tysk" Befolkning i Danmark 1849 och Svar paa Prof. P.A. Munchs andet Stridsskrift om "Skandinavismen" 1849. I detta  sammanhang tillhör också avhandlingen Hvor stod Lyrskovslaget? 1852 och universitetsprogrammet från 1865: Om Slesvigs eller Sønderjyllands Oldtidsminder.

## Worsaaes  tidiga bidrag till vetenskapen
Samtidigt väckte ett mosslik som kallades Drottning Gunhild debatt. Liket hittades i Haraldskær Mose 1835. Fyndet hävdades vara den legendariska drottningen Gunhild från tidig medeleltid. Worsaae ifrågasatte detta och argumenterade för att kroppen kom från järnåldern liksom de flesta från de danska mossarna och att den var minst 500 år äldre än någon historisk person. Detta bidrag av Worsae publicerades 1841 i  Hvorvidt kan man antage, at det i Haraldskiær-Mose (1835) opgravede Liig er den norske Dronning Gunhildes? : En kritisk Undersögelse. 
1841 gav Videnskabernes selskab ut verket Runamo og Runerne, där Finnur Magnusson tydde en inskrift i runor på en klipphäll i Blekinge. Han menade att det var en besvärjelse av Harald Hildetand och hans krigare för att vinna seger över sina fiender. Många forskare godtog verket men vissa var kritiska. Bland de kritiska fanns  C. Molbech i Danmark men också J.G. Liljegren och Sven Nilsson i Sverige. Worsaae besökte Runamo vid sin Sverigeresa, och han tvivlade på sanningshalten. Christian VIII gav honom understöd att resa till Blekinge. Worsaae uppehöll sig i Blekinge sommaren 1844.Studiernaresulterade i  Runamo og Braavalleslaget : et bidrag til archæologisk kritik som kom ut 1844, där han riktade en stark kritik mot Forchhammers identifiering av strecken på klippan som runer. Indskriften var en naturbildning. Runamoverket var en feltolkning och ett falsarium.  Åren 1844 och 1845 arbetar han med Blekinge. Han publicerade senare Tillæg til "Runamo og Braavalleslaget"  1845. 1846 publicerar han i Blekingske Mindesmærker fra Hedenold en sammanfattning av landskapets arkeologi.  
Kung Christian sände honom på en forskningsresa till Storbritannien och Irland 1846 och 1847 för att studera lämningar efter vikingar. Han forskade om antikviteter och historier för att kunna beskriva kulturen runt Nordsjön . Worsaae skrev sedan: Minder om de danske og Nordmændene i England, Skotland og Irland 1851 översatt till An Account of the Danes and the Norsemen in England, Scotland and Ireland (1852).
Hans Minder om de Danske og Nordmændene i England, Skotland og Irland  var en frukt av hans vistelse på de brittiska øarna 1846-1847. Han hade noga studerat samlingar av  bevarade fornfynd, och rest vida omkring för att se på olika  minnesmärken i dissa länder. Han hade naturligtvis också studerat den historiska litteraturen. En stor mängd tidigare okända upplysningar samlades, och materialet hade sammanställts med god kritisk förmåga. Han var försiktig i sina gissningar och har ofta visat sig ha haft rätt i sina huvudresultat. Med stor opartiskhet tilldelade Worsaae vart och ett av de två nordiska folken de minnesmärken och den betydelse och det inflytande de hade i dåtidens befolkning. Detta har också norska historiker ansett i sin behandling av boken. Boken är skriven i en medryckande och inspirerande stil och kom också ut på engelska och tyska och fick en stor och långvarig betydelse inom detta ämnesområdet.
Efter en resa i Nordfrankrike för att också här följa  i vikingarnas spår, skrev Worsaae Den danske Erobring af England og Normandiet 1863 där resultatet av dessa  studier blev offentliggjorda. Denna bok gav också en allmänskildring av de danska vikingatågen till Västeuropa och av de grundade rikenas historia dock utan att bearbeta källorna från grunden.  Worsaae kom tillbaka till detta ämne i en mindre skrift De Danskes Kultur i Vikingetiden 1873.Här använder han fornfynden för att skildra  denna tidsålder.

### Arkeologiska arbeten 1847-1866.
1847 blev Worsaae utnämnd till Inspektor för the konservering av antikvariska monument dvs ansvarig för fornminnenas bevarande. Han arbetade för att bevara områden, och han ledde utgrävningar runt om i landet. Han använde Sven Nilssons studier av förhistoriska samhällens försörjningsmetoder och den danske geologen Japetus Steenstrups studier av förändringar i den förhistoriska skogen. Worsaae började undersöka gränserna för vad som kan förstås om förhistoria. Under denna tid i arkeologins historia var det svårt för många att förstå hur kunde pressas in i treperiodsystemet. 
I övrigt rörde han forskning i tidsperioden 1847-1866 mer än i någon annan period detaljfrågor främst de  kronologiska förhållandena.. Han var tillsammans med Japetus Steenstrup och Johan Georg Forchhammer medlem av den kommitté, som från 1848 undersökte de välkända skalanhopningar som man snabbt erkände att de var affaldsdynger från stenåldern. Genom utgrävningar av stenåldersboplatser fann han att det fanns platser med enkla verktyg och tecken på jakt och fiske med hundben som enda tecken på husdjur. Denna period kunde han associera till upptäckten av kökkenmöddingar på danska även kallade avfaldsdynger. Dessa bestod till betydande delar av ostronskal. De kunde vara 10 meter höga och 100 meter långa. Worsaae skrev i sin dagbok  dessa enorma ansamlingar av ostronskal måste representera kvarlevor av måltider som åts av stenåldersmänniskor.
Upptäckten att kökkenmöddingarna var lämningar från stenåldern kan inte helt säkert tillskrivas Worsaae. Men det finns notiser i hans dagbok om detta från 1850.1851 meddelade Worsaae upptäckten  i Oldskriftselskabet, samtidigt som Steenstrup gjorde det i Videnskabernes Selskab. Sedan hävdade Worsaae att affaldsdyngerne härstammade från en äldre tid av stenåldern än de store stengravarna, dösar och gånggrifter. I den frågan blev det en lång polemik mot Steenstrup, som uppfattade affaldsdynger och storstensgravar som två olika sidor av samma kultur. Striden, som tidvis var skarp har nu mest idéhistoriskt intresse. Det material som har kommit fram i modern tid visar att  Worsaaes uppfattning i saken var den rätta.
Worsaae förstod att andra lämningar från stenåldern som kunde associeras med dösar och deras begravningar visade tecken på  djurhållning och åkerbruk. Han anslöt till Sven Nilssons analys av förhistorisk försörjning.  Worsaae  menade att stenåldern hade en period av jakt och insamling och en med jordbruk, och att detta kunde visas med hjälp av fornfynden. Han erkände att fynd från franska grottor var tidigare än danska fynd från jägarstenåldern. Han var troligen av de första som förstod delningen av stenåldern i  paleolitikum, mesoliticum och neoliticum. Dessa epoker klassificerades och gavs namn av den brittiske forskaren John Lubbock 1865.
Samtidigt förde hans studier över järnåldern honom till att finna kronologiska hållpunkter för dess börja och senare tid. Detta baserade han på grundval av de stora mossfynd som just då började komma fram i dagen. Han delade in kulturperioden i först två och senare tre delar. Detta finns återgivit i Annaler for nordisk Oldkyndighed og Historie från 1847, 1849 och 1850 samt i Videnskabernes Selskabs Oversigt 1867 och slutligen Aarbøger for nordisk Oldkyndighed og Historie 1867. Hans studier över bronsåldern ledde också till en delning i en äldre och yngre bronsålder. Han pekade också ut en del fynd som särskilt betydelsefulla.
1854 gav han ut den illustrationsrika skriften Afbildninger fra det konglige Musæum for nordiske Oldsager, och 1865 Om Slesvigs eller Sønderjyllands Oldtidsminder. Som direktör vid Nationalmuseet 1865–1874 blev  Worsaae en mentor för en ny generation arkeologer inklusive Sophus Müller. Han var ocks professor vid universitetet. Hans insatser var grundläggande för arkeologin som vetenskap och förbättrade utgrävningar inom ämnet. Han påverkade också arkeologer i Sverige där Nils G. Bruzelius, Hans Hildebrand och Oscar Montelius följde i hans spår. De utvecklade nya metoder för att  datera fynd och stärka kronologin i arkeologin. Det var under hand tid som direktör vid Nationalmuseet som hans stora samling av antikviteter från Danmark köptes av British Museum.

### Originalverk av Worsaae
- J.J.A. Worsaae, Af en Oldgranskers Breve. 1848-1885, udgiven ved Victor Hermansen, København 1938
- J.J.A. Worsaae, Breve. 1840-1885, udgiven af Ad. Clement, København 1930
- J.J.A. Worsaae, En Oldgranskers Erindringer 1821-1847, udgiven ved Victor Hermansen, København 1934

### Verk om Worsaae
- Johannes Brønsted : Jens Jacob Asmussen Worsaae i Dansk Biografisk Leksikon

- Gjerløff, Anne Katrine. (1999) Syn for sagn: Dansk Arkæologi og Historie i 1800-tallet, Historisk Tidsskrift 99:2
- Gräslund, Bo. (1987) The Birth of Prehistoric Chronology. Dating Methods and Dating Systems in Nineteenth-Century Scandinavian Archeology, Cambridge University Press.
- Rowley-Conwy, Peter. (2006) The Concept of Prehistory and the Invention of the Terms 'Prehistoric' and 'Prehistorian': the Scandinavian Origin, 1833–1850, European Journal of Archaeology 9:1 sidorna 103–130